# Naučná stezka Josefa Vavrouška
Stezka Josefa Vavrouška, od roku 2016 na mapách i v terénu vyznačená jako Naučná stezka Teplickým skalním městem, byla slavnostně otevřena 23. července 1999. Vede po modře značeném turistickém okruhu Teplickými skalami. Na trase dlouhé 6 km měla při otevření 15 zastavení s informacemi o živé i neživé přírodě, o historii a objevování skal i o turistice a horolezectví. Jednotlivá zastavení měla bohatý textový a obrazový obsah provedený technikou velkoplošného digitálního tisku. Stezka byla věnována památce tragicky zemřelého Josefa Vavrouška (1944–1995), politika a ekologa, který byl v letech 1990 až 1992 ministrem životního prostředí ČSFR.

## Obnovení stezky

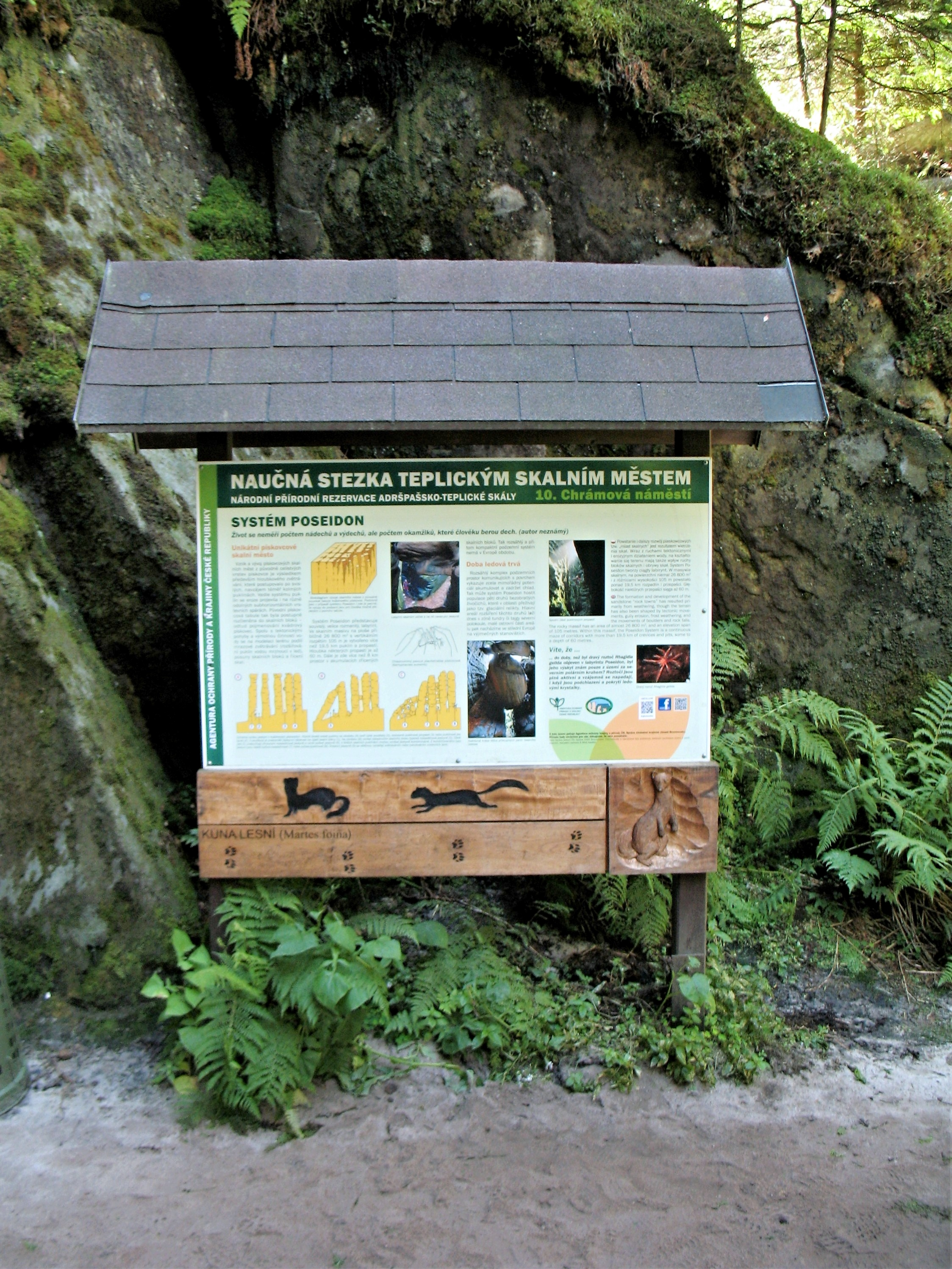
Zastavení, věnované podzemnímu systému Poseidon

V roce 2015 bylo vyrobeno a na jaře 2016 instalováno 19 informačních tabulí s označením Naučná stezka Teplickým skalním městem (bez uvedení původního názvu). Byly doplněny také o dřevěné plastiky, fošny s gravírovanými stopami zvířat a tabulkami k označení vzácných rostlin. Náklady na obnovenou stezku z programu Návštěvnická infrastruktura byly 550 tis Kč. Cílem opravy stojanů a aktualizace informačních panelů bylo atraktivní formou poskytnout návštěvníkům základní informace o přírodních hodnotách území se zdůvodněním jeho významu a ochrany pro společnost.

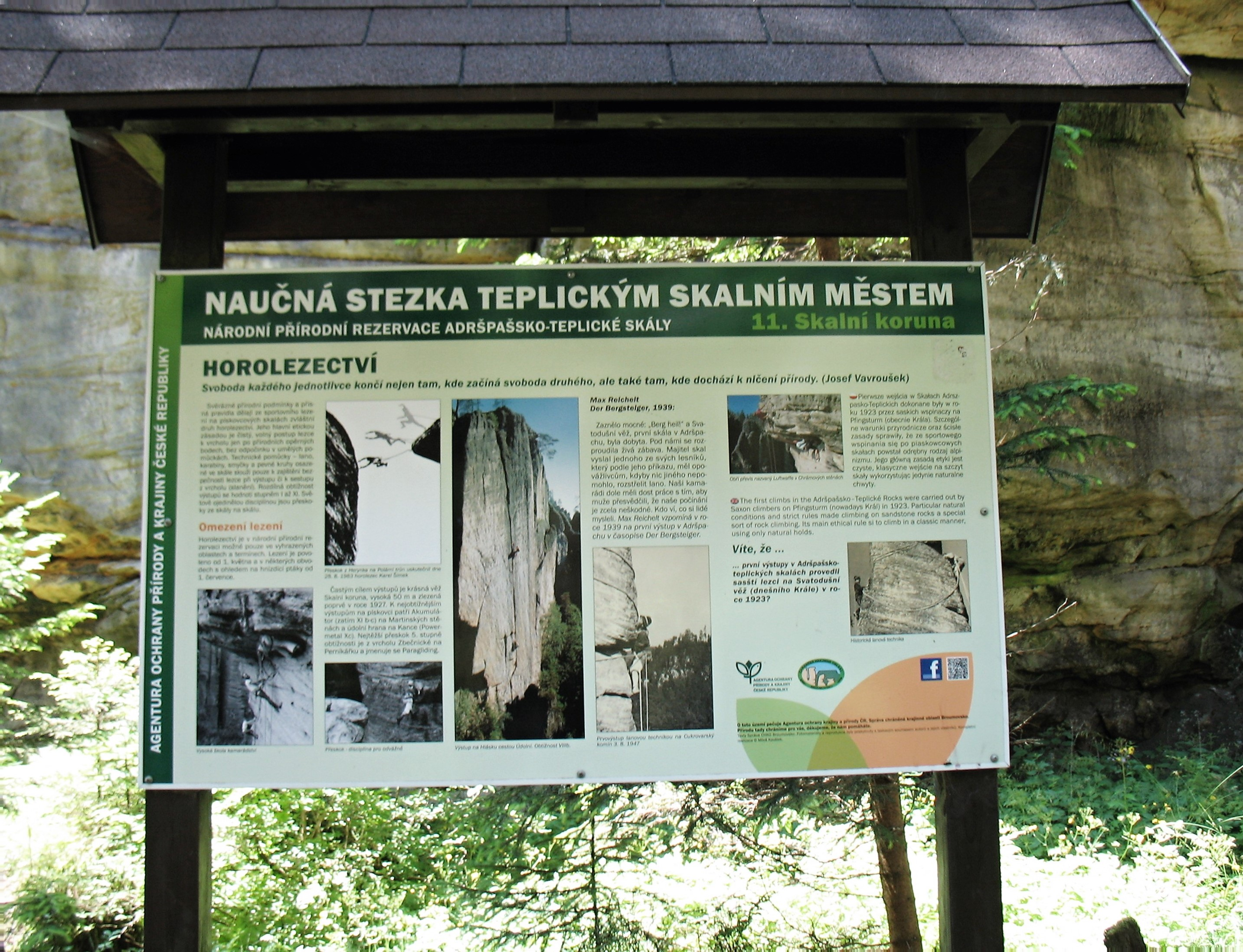
Informace o horolezectví

Na podnět subjektů hospodařících v území a z důvodu potřeby informovat a usměrňovat návštěvníky doplnila Správa CHKO Broumovsko původní naučnou stezku o 3 pultové panely umístěné ve Vlčí rokli věnované rašeliništi, mrtvému dřevu a regulaci návštěvnosti. Na nejvyšší místo stezky byla instalována "vrcholová knížka" - zápisník pro návštěvníky a na několika místech zábradlí pro usměrnění návštěvníků. Cílem bylo poutavou formou představit chráněné hodnoty území i mladším, nebo méně informovaným návštěvníkům. 
Slavnostní otevření obnovené stezky proběhlo v rámci oslav 25. výročí vyhlášení Chráněné krajinné oblasti Broumovsko 29. dubna 2016 za účasti ministra životního prostředí Richarda Brabce.